# Olepa schleini
Olepa schleini ist ein nachtaktiver Schmetterling aus der Unterfamilie der Bärenspinner (Arctiinae), der im Jahre 2005 (wieder-)entdeckt und wissenschaftlich beschrieben wurde.
Der Falter ist in den Küstengebieten Israels beheimatet. Damit ist er der einzige Vertreter der Gattung Olepa außerhalb des indischen Subkontinents. Olepa schleini wurde nach dem israelischen Entomologen und Bildhauer Yosef Schlein benannt. Die Raupen dieses Nachtfalters ernähren sich ausschließlich vom Wunderbaum (Ricinus communis). Dies ist insofern bemerkenswert, als das in den Samen dieser Pflanze enthaltene Gift Ricinin als hochwirksames Insektizid gilt.
Olepa schleini findet vermutlich Erwähnung in der Bibel als jener „Wurm“, der von Gott geschickt wird, um Jonas schattenspendende Rizinuspflanze über Nacht zum Verdorren zu bringen (Jona 4,6 ).

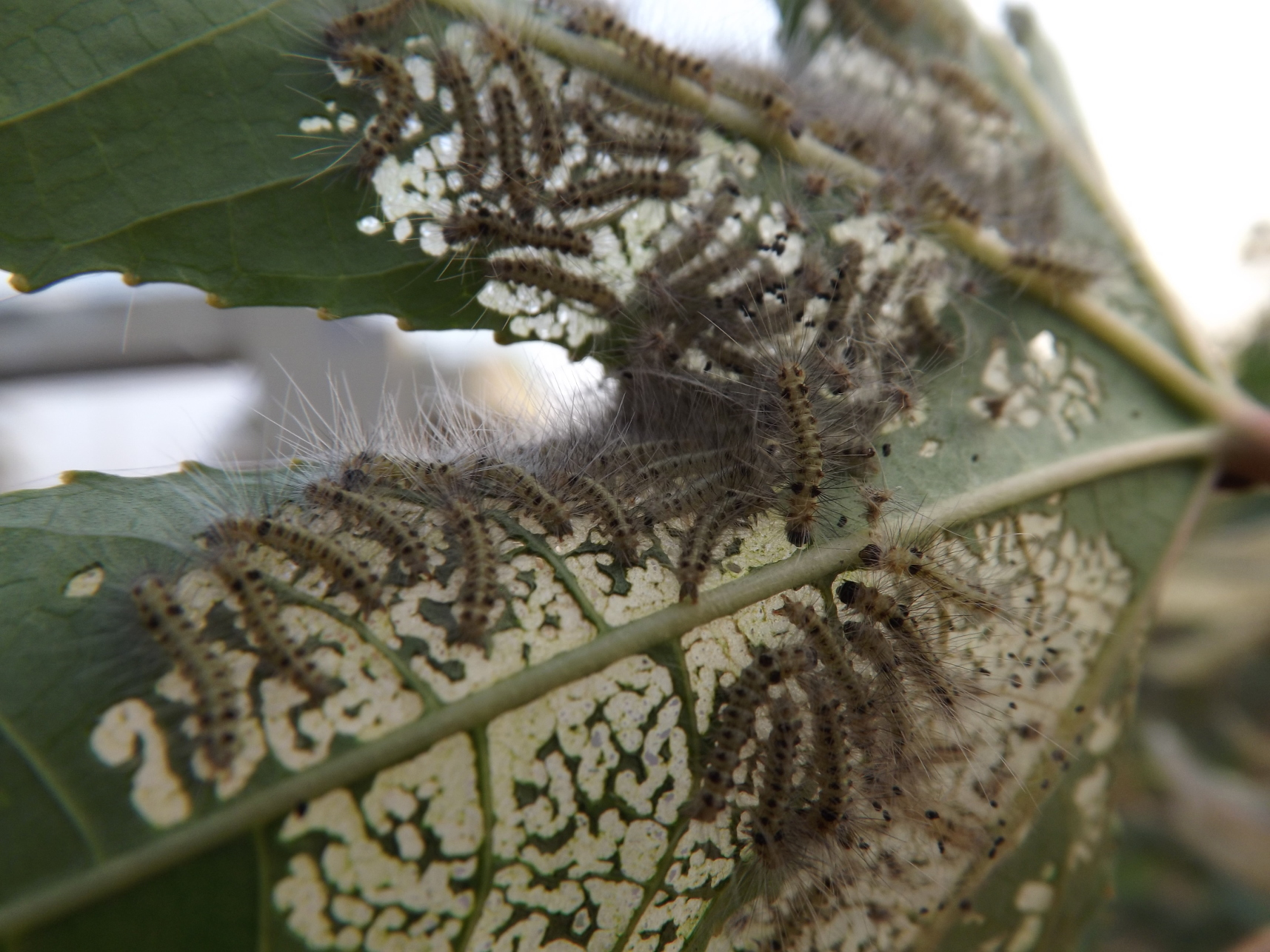
Raupen auf einem Wunderbaumblatt